# Xã Wetmore, Quận Nemaha, Kansas
Xã Wetmore (tiếng Anh: Wetmore Township) là một xã thuộc quận Nemaha, tiểu bang Kansas, Hoa Kỳ. Năm 2010, dân số của xã này là 508 người.